# 理查德·塞登

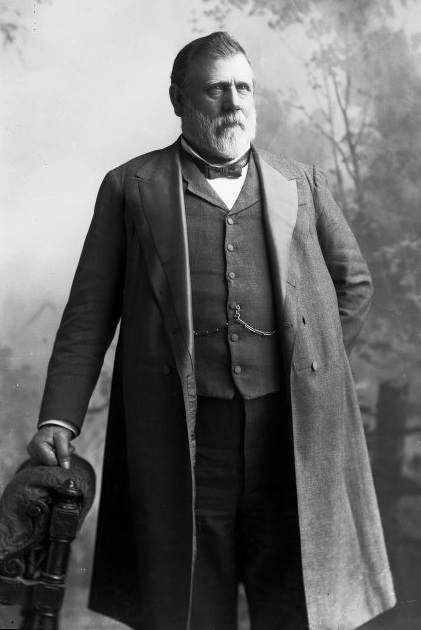
理查德·塞登

理查德·塞登（英語：Richard J. Seddon，1845-1906），也被称为金·迪克（King Dick）。
1893-1906年任新西兰总理长达13年，是紐西蘭历史上任职时间最长的政府总理，他于1893年推动通过有关立法，使纽西兰成为世界上第一个给予妇女选举权的国家。他被视为纽西兰历史上最伟大的政治家之一。
{{Authority control}
}